# 6,5 × 52 mm Mannlicher-Carcano
La 6,5 × 52 mm Mannlicher-Carcano è una cartuccia per arma lunga di progettazione italiana. Divenne la cartuccia standard delle forze armate italiane venendo usata in entrambi i conflitti mondiali ed anche successivamente, fino alla dismissione delle armi progettate per utilizzarla.

## Nascita ed evoluzione
A seguito della scoperta da parte di Paul Marie Eugène Vieille nel 1884 della polvere infume, attraverso la gelatinizzazione della nitrocellulosa con una miscela di etere ed alcool, si rese disponibile la possibilità di progettare fucili di calibro minore a quelli fino ad allora adottati. Il Regio Esercito aveva in dotazione i fucili Vetterli-Vitali Mod. 1870/87, Vetterli-Bertoldo Mod. 1870/82 e Vetterli-Ferracciù Mod. 1870/90 nel grosso calibro 10,35 × 47 mm R, con munizioni a polvere nera, di buona qualità, ma resi obsoleti da questa nuova scoperta.
I tedeschi, ad imitazione di quanto fatto dai francesi, adottarono nel 1888 un calibro da 8 × 57 mm, che sembrò all'inizio una scelta ragionevole, ma, a seguito di alcuni esperimenti, l'apposita commissione tecnica nominata dal Regio Esercito decise di adottare un calibro ancora inferiore, da 6,5 mm, che avrebbe permesso, tra l'altro, alle truppe di trasportare con facilità un maggior quantitativo di munizioni. Questa questione era già emersa durante le guerre coloniali, dove la carenza di munizioni per le truppe europee rappresentava un problema significativo, soprattutto in aree remote con limitate vie di comunicazione, come evidenziato dalla disfatta di Dogali del 1887 (e come si sarebbe riconfermato tragicamente ad Adua).
Adottata ufficialmente il 18 aprile 1890, la munizione Mod. 90 si caratterizzava per il fondello del bossolo piatto e per la sua pallottola cilindrico-ogivale. In seguito al verificarsi di inconvenienti (mancata espulsione del bossolo) dovuta a perdita di gas dall'innesco con conseguente deformazione del fondello si arrivò a modificare lo stesso nel 1895.
La nuova cartuccia, definita Mod. 90/95 presentava sul fondello un incavo anulare al fine di garantire un'ottima tenuta dei gas mantenendo sempre lo stesso tipo di pallottola. I bossoli nel periodo bellico durante la prima e la seconda guerra mondiale furono prodotti oltre che in rame anche in acciaio, laccato in verde scuro.
La pallottola di questa cartuccia, a punta cilindrico-arrotondata (round-nose), rimase immutata nel tempo, mentre già dalla fine del diciannovesimo secolo la maggior parte dei principali eserciti aveva modificato le proprie munizioni affinché sparassero palle appuntite spitzer, di migliori caratteristiche balistiche.
Ad ogni modo, questa cartuccia venne apprezzata perché era piccola e leggera (il che facilitava il trasporto di grandi quantità di munizioni) e anche piuttosto precisa grazie ad un rinculo tutto sommato modesto. Venne però criticata proprio perché il suo piccolo calibro comportava una energia cinetica minore rispetto ai proiettili usati dalla maggioranza degli altri eserciti, i cui calibri erano mediamente compresi tra il 7,5mm e l'8mm.
Inoltre, siccome la palla non aveva il baricentro spostato verso la parte posteriore come invece quelle ogivali, al momento dell'impatto con il bersaglio umano raramente essa ruotava attorno al suo baricentro e, dunque, per lo più trapassava completamente il bersaglio, lasciando una ferita di minor diametro e più netta, quindi anche più facile da curare (ovviamente se ad essere colpiti erano i tessuti molli di parti non vitali). La conseguenza era un potere d'arresto ridotto rispetto alle cartucce delle altre nazioni, le cui palle ogivali - all'impatto col bersaglio - si sbilanciavano "rotolando" e causando perciò danni più estesi e letali.
Inoltre il proiettile non era appuntito (spitzer), e quindi perdevano rapidamente velocità supersonica e, quindi, precisione. Questo problema era molto comune per i proiettili del 1890, mentre nel periodo immediatamente precedente al primo conflitto mondiale molte delle maggiori potenze adottarono il design appuntito e fortemente aerodinamico delle munizioni tedesche e francesi. Dopo la guerra questo design si impose più lentamente (visti i tagli al bilancio militare degli anni '20, in buona parte del mondo), ma divenne decisamente dominante nei tardi anni '30 anche in diverse potenze "minori" (per esempio fu adottato per i cecchini prima e per tutti i fucilieri poi in Svezia entro il 1941), e fu accompagnato da proiettili spitzer (appuntiti) e con il boat tail, (ovvero rastremati posteriormente per migliorare le prestazioni aerodinamiche). una innovazione già impiegata dai francesi già a partire dal 1901 (palla tipo D 8 × 50 mm R Lebel del tenente colonnello Desaleux). Le forze armate italiane, a differenza di quelle tedesche, sovietiche, statunitensi, britanniche, svedesi, svizzere, ecc. non pensarono di mantenere il calibro originale adeguandolo tecnologicamente, ma pensarono (nel 1938) di sostituirlo con un altro (il 7,35 mm), non riuscendovi.

## Impiego
Il destino di questa munizione era legato indissolubilmente al fucile che le fu progettato attorno, il Carcano Mod. 91, che fu protagonista delle alterne vicende belliche italiane per oltre mezzo secolo. Fu la munizione d'ordinanza dalla rivolta dei Boxer alla vittoriosa Grande Guerra. Nel 1940, cinquanta anni dopo la sua adozione e unica tra tutti i principali belligeranti, l'Italia entrò in guerra con la munizione per armi portatili concettualmente più vecchia al mondo, con l'eccezione di alcuni paesi minori quali i Paesi Bassi, la Grecia e l'Ungheria.
Non che ci si fosse fermati sugli allori: in realtà già nel 1938 era stato deciso di modificare il bossolo per montare una palla in calibro 7,35 mm di forma ogivale (7,35 × 51 mm) ricalibrando tutte le armi in dotazione, ma allo scoppio della guerra la conversione venne giustamente sospesa per evitare comprensibili e tragici errori di fornitura, data la possibile presenza al fronte di armi e munizioni di entrambi i calibri. Le armi convertite o prodotte ex-novo finirono così per essere usate solo nei centri di addestramento e dalle unità di presidio della MVSN, oltre ad essere esportate in Finlandia dove ebbero il battesimo del fuoco nella Guerra d'inverno combattuta nel 1939/1940 contro gli invasori sovietici.
La 6,5 × 52 mm è rimasta in servizio con la Polizia di Stato presso i Reparti Mobili fino a pochi anni fa, anche se senza pallottola: il solo bossolo, chiuso a rosetta sul colletto (mediante graffatura) e dotato di una carica minore, è stato impiegato per sparare i fumogeni con il moschetto Mod. 91/38 TS. Queste cartucce speciali sono riconoscibili per la verniciatura in colore rosso del colletto. Nella prima guerra civile in Libia del 2011, i Carcano residuati del periodo coloniale, con il loro munizionamento originale, sono stati utilizzati dalle forze ribelli contrarie a Gheddafi, a 120 anni dall'entrata in servizio del primo modello.
Fra le vittime più illustri di questa munizione figura il presidente degli Stati Uniti d'America, John Fitzgerald Kennedy, assassinato a Dallas il 22 novembre 1963 dall'attivista politico Lee Harvey Oswald usando un fucile Mod. 91 dotato di mirino ottico di precisione.

## Calibro reale
La denominazione della cartuccia indica la lunghezza del bossolo (52 mm) ed il diametro (6.5 mm) tra le "sommità" dei pieni di rigatura nelle canne dei Carcano Mod. 91 camerati per 6,5 × 52 mm. Tale diametro è definito "calibro nominale". Il diametro del proiettile (6,8 mm) corrisponde non ai pieni ma ai vuoti di rigatura ed è definito come " calibro reale ".
Una stima precisa del diametro delle pallottole 6,5 × 52mm in produzione attualmente è 0.2675 inch. Questo perché la C.I.P. ha segnalato una distanza di almeno di 6,80 mm tra 2 vuoti di rigatura opposti nei Carcano della serie 91. Volendo essere più precisi però questa distanza è minimo di 6,795 mm  e non 6,800 mm : per convenzione 6,80 è una cifra precisa al centesimo di millimetro che si riferisce ad un'approssimazione di misure comprese tra 6,7950 mm e 6,8040 mm. Convertendo 6,795 mm in pollici infatti otteniamo 0.26751... che approssimato alla quarta cifra è 0.2675 inch, il diametro delle pallottole in una stima più precisa (0.268 inch è il calibro reale approssimato alla terza cifra).

## Armi in calibro 6,5 Carcano
La cartuccia con proiettile di forma cilindrico-ogivale, venne messa a punto nel 1890 per essere camerata negli allora nuovissimi fucili Mod. 91, nonché sulle prime mitragliatrici moderne tipo Maxim, adottate alla vigilia del conflitto italo turco dal Regio Esercito italiano. Successivamente, essendo ormai la cartuccia standard in dotazione, fu impiegata nella mitragliatrice Fiat-Revelli Mod. 1914 e nel fucile mitragliatore Breda Mod. 30, oltre ad equipaggiare un certo numero di interessanti prototipi di fucili e moschetti semiautomatici ed automatici sperimentati prima della Seconda Guerra Mondiale, tra i quali spiccano l'Armaguerra Mod. 39, lo Scotti Mod. X e il Breda Mod. 1935 PG.
Nei primi anni della sua adozione fu impiegata anche sull'avveniristico (per i tempi) fucile automatico sperimentale Cei-Rigotti.